# Троценко Максим Миколайович
Макси́м Микола́йович Троце́нко (20 червня 1985 — 29 серпня 2014) — солдат Збройних сил України, учасник російсько-української війни.

## Короткий життєпис
Народився 1985 року в місті Нікополь у сім'ї вчителів. 2001 року закінчив 9 класів нікопольської ЗОШ № 3, 2004-го — Нікопольський професійний ліцей, спеціальність — електрогазозварник.
Проходив строкову військову службу в лавах Збройних Сил України. Працював охоронником у приватних структурах, останнім часом — стропальником у ТОВ «Інтерпайп Ніко Тьюб».
Мобілізований 15 травня 2014-го. Снайпер 40-го батальйону територіальної оборони «Кривбас». У середині липня на два дні приїздив додому у відпустку.
Загинув при виході колони з Іловайська «гуманітарним коридором», який обстріляли російські війська біля села Новокатеринівка. Максим сидів зверху на бронемашині, сильним вибухом його викинуло просто під колеса БТР, що їхав на великій швидкості.
2 вересня 2014-го тіло Максима разом з тілами 87 інших загиблих у Іловайському котлі привезено до запорізького моргу. Упізнаний бойовими товаришами та родичами.
Залишились мама Ірина Анатоліївна і батько Микола Троценки, сестра Ганна, кохана дівчина Ксенія.
Похований у Нікополі 7 вересня 2014 року.

## Нагороди та вшанування
За особисту мужність і героїзм, виявлені у захисті державного суверенітету та територіальної цілісності України, вірність військовій присязі під час російсько-української війни, відзначений — нагороджений
- 15 травня 2015 року — орденом «За мужність» III ступеня (посмертно)[1]
- У квітні 2016 року на фасаді будівлі Нікопольського професійного ліцею, де навчався Максим Троценко, відкрито меморіальну дошку його честі.
- Його портрет розміщений на меморіалі «Стіна пам'яті полеглих за Україну» в Києві: секція 3, ряд 2, місце 36
- Вшановується 29 серпня на щоденному ранковому церемоніалі вшанування українських захисників, які загинули цього дня в різні роки внаслідок російської збройної агресії[2]
- Іловайський Хрест (посмертно)
- відзнакою Президента України «За участь в антитерористичній операції» (посмертно)
- Рішенням Нікопольської міської ради присвоєно звання «Почесний громадянин міста Нікополя» (2019; посмертно)[3]